# Talha-mar-asiático
O talha-mar-asiático (Rynchops albicollis), também conhecido como bico-de-tesoura-indiano, é uma dentre três espécies que pertencem ao gênero Rynchops, família Laridae. Esta ave aparenta-se com a família Sternidae, mas como outros talha-mares, tem a mandíbula superior curta e a mandíbula inferior alongada, esta última sendo sulcada na superfície da água quando ocorre o sobrevoo da lâmina, buscando a pescaria de presas aquáticas. É encontrado na Ásia meridional, onde se distribui de maneira desigual, principalmente em rios ou estuários — atualmente, seus números populacionais diminuem. Bem visível, sua coloração preta, branca e laranja é vívida.

## Descrição

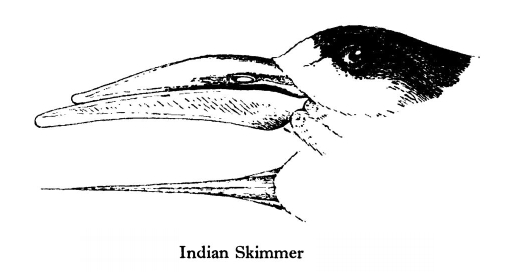
O bico é delgado e falciforme para reduzir a resistência mecânica

A ave é negra em maior parte de sua envergadura, contrastando com o corpo branco e o bico laranja. Suas asas são longas e pontiagudas, assemelhando-a com os esternídeos, medindo cada uma 40—43 cm, e a envergadura em si, 108 cm. O topo destas asas e do tronco é na coloração preta de tom escuro, com uma borda posterior branca. Já as partes baixas são maioritariamente alvas, mas escurecendo gradativamente às proximidades da ponta das asas e das penas. A capa negra da cabeça não cobre a fronte e a nuca, que são brancas. Sua cauda é curta e ramificada, alva, com a porção superior das penas centrais enegrecida. O bico alongado é alaranjado, mas com a ponta em coloração amarela; como os outros talha-mares, possui a mandíbula inferior maior que a superior. Os membros inferiores são vermelhos. No bico, a metade articulada pela mandíbula inferior é flexível e tem formato de uma lâmina com a ponta cortada. Já a mandíbula superior é dotada de considerável mobilidade. Os bicos dos juvenis são normais, com a mandíbula inferior crescendo à medida que crescem.

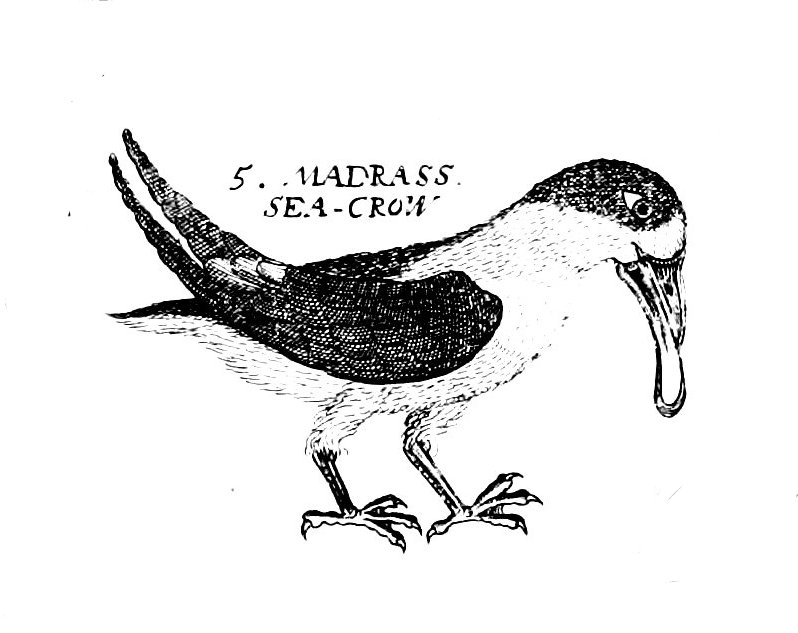
Ilustração feita em 1713 por Edward Bulkley para a obra Synopsis methodica avium & piscium de John Ray, retrata o "corvo do mar de Madras"

Adultos que não se reproduzem são mais escuros, apresentando tonalidade marrom se comparados com espécimes reprodutores. A coloração dos juvenis varia entre cinza e marrom no topo do corpo, com franjas pálidas nas penas das costas e das asas. Neste estágio, a cabeça apresenta mais branco do que numa ave adulta, enquanto o bico se colore numa mescla de laranja com marrom, findando numa ponta escura. A espécie emite vocalização nasalada em alto volume — kyap-kyap — mas geralmente é bastante silenciosa.
Rynchops niger, originário da América, é maior e seu bico dispõe de uma extremidade enegrecida. O talha-mar-africano, por sua vez, é menor, com uma cauda mais negra e sem a nuca branca da espécie asiática.

## Distribuição e biótopo
Este talha-mar é encontrado em vastos rios e lagos, pântanos, além de zonas úmidas costeiras como os estuários. Sua presença é mais comum à água doce, particularmente durante a temporada de acasalamento. Colônias de procriação se situam em ilhas ou lidos, usualmente fluviais. O âmbito da espécie tem se tornado cada vez mais fragmentado nas últimas décadas. Ainda é localizada em partes do Paquistão (como a rede de drenagem do rio Indo na Caxemira), da Índia — norte e centro, ao longo do rio Ganges —, de Bangladesh e Birmânia. Anteriormente também ocorria em Laos, Camboja e Vietnã. Visita o Nepal raramente, quando não está reproduzindo, e já foi registrada como espécie errática no Omã, Tailândia central, com antigas menções ao Irã e à China. Presentemente, os últimos refúgios deste talha-mar são a Índia e Bangladesh. É mais habitual durante o inverno, sendo encontrado em estuários costeiros da Índia ocidental e oriental, e chegando tão a sul quanto Karwar na primeira, e a Chennai e Puducherry na última.
A área do rio Chambal é conhecida como locação de colônias reprodutivas da espécie. Juntamente foi documentada chocagem às margens do rio Mahanadi na barragem de Munduli (divisão de vida selvagem de Chandaka) em Cuttack.

## Comportamento

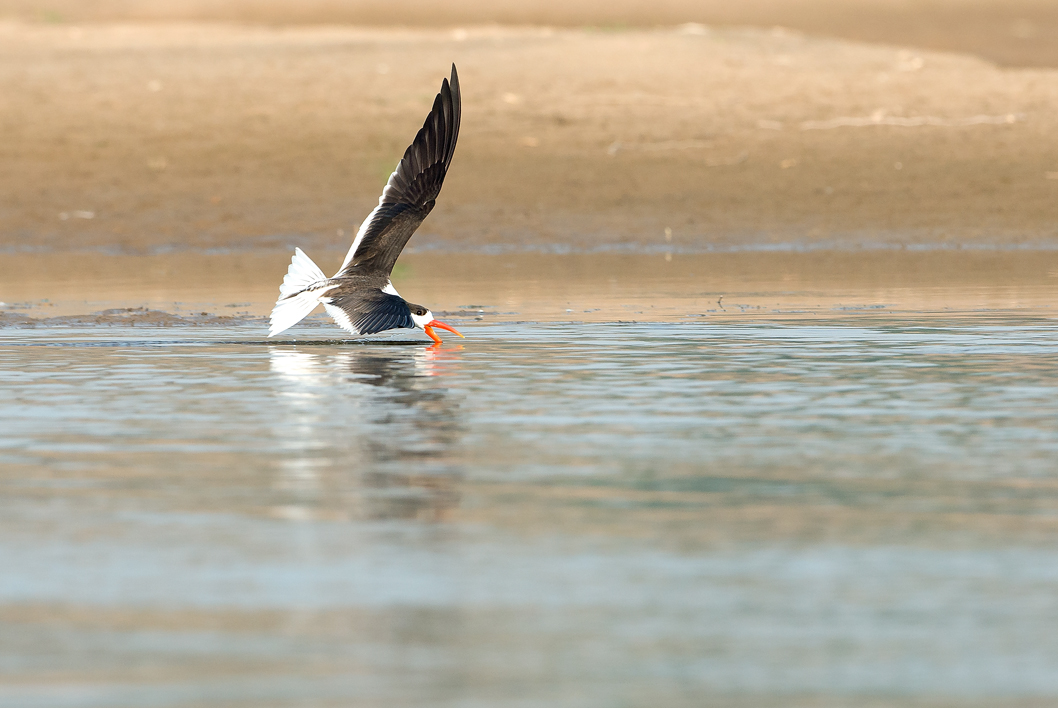
Indivíduo a espumar por alimento no rio Chamba, próximo à Dholpur no Rajastão

A ave apanha seu alimento ao voar baixo com o bico aberto sobre a superfície, adentrando a mandíbula inferior na água para escumar através dela. Quando um peixe é encontrado, acaba por mover a mandíbula inferior, o que leva a ave a levantar a mandíbula superior, capturando a presa com um movimento da cabeça. Predam em pequenos bandos e muitas vezes com a presença de esternídeos. A alimentação se consiste principalmente de peixes, mas também ingerem pequenos crustáceos e larvas de insetos. Frequentemente se nutrem ao crepúsculo e podem ser noturnos.

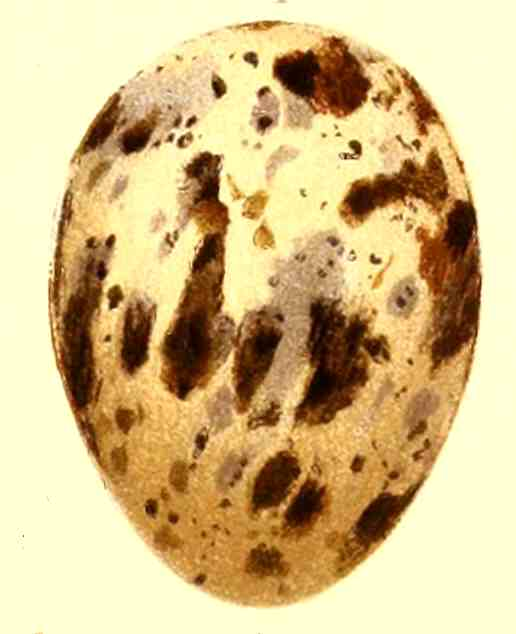
Coloração do ovo

A época de reprodução se dá principalmente entre março e maio. Procriam em colônias com até 40 pares, geralmente com esternídeos e outras aves. O ninho é uma pequena cavidade no solo, efetuada principalmente em bancos de areia expostos, o que permite um ponto de vista desobstruído em caso de predadores que se aproximem. Os ovos são da cor de camurça ou brancos com manchas e listras marrons. A ninhada contém de 3 a 5 ovos. A espécie pode indultar em parasitismo de ninhada heteroespecífico de baixa intensidade, depositando seus ovos em ninhos de gaivina fluvial (Sterna aurantia). Tende a incubar os ovos durante os períodos do dia com menores temperaturas, e frequentemente se ausentam do ninho durante o trecho calorento do dia. Há registros de que adultos incubadores costumam molhar as penas do abdômen para arrefecer os ovos. Um espécime ao ninho foi observado retirando um filhote invasor de Sterna aurantia com sua pata, posteriormente lançando-o na água.

### Conservação

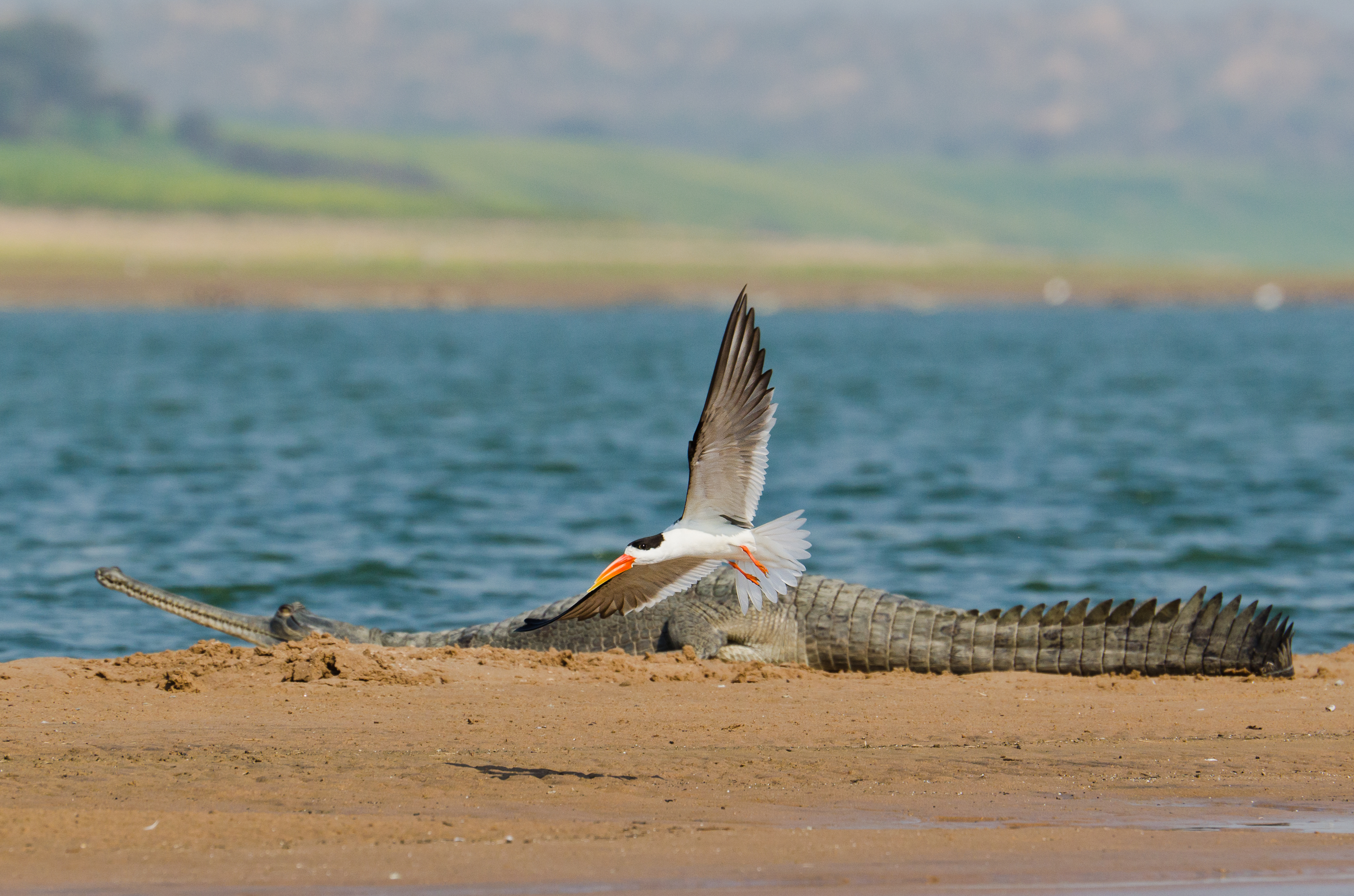
Gavial e talha-mar-asiático no Santuário Nacional de Chambal

No passado, a espécie tinha uma ampla distribuição de habitat ao longo dos rios do subcontinente indiano, das redes de drenagem dos rios mianmarenses, e também do rio Mekong. Registros oriundos do Laos, Camboja e Vietnã provêm principalmente do século XIX e relatos contemporâneos são escassos.
A população restante atualmente se concentra na Índia e no Paquistão e estimam-se números de 6,000 a 10,000 indivíduos. Tais cifras em declínio levaram o talha-mar-asiático a ser classificado como espécie vulnerável pela União Internacional para a Conservação da Natureza. Trata-se de espécie ameaçada por destruição de biótopo, poluição e perturbação antropogênica. A maioria das colônias da ave não é legalmente protegida, ainda que exceções sejam abarcadas por reservas naturais, como a do Santuário Nacional de Chambal, Índia.